# Sournia (kanton)
Sournia var en fransk kanton indtil 2015 beliggende i departementet Pyrénées-Orientales i regionen Languedoc-Roussillon. Kantonen blev nedlagt i forbindelse med en reform, der reducerede antallet af kantoner i Frankrig. Alle kantonens kommuner indgår nu i den nye kanton la Vallée de l'Agly.
Sournia bestod i 2015 af 11 kommuner :
- Sournia (hovedby)
- Arboussols
- Rabouillet
- Le Vivier
- Trévillach
- Prats-de-Sournia
- Felluns
- Trilla
- Pézilla-de-Conflent
- Tarerach
- Campoussy